# Hugo Eckener

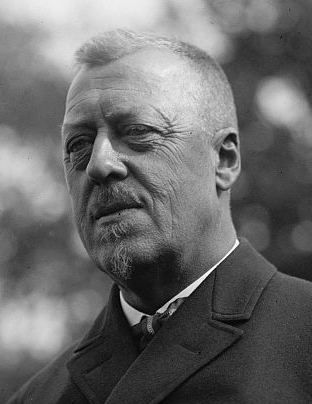
Hugo Eckener (1924)

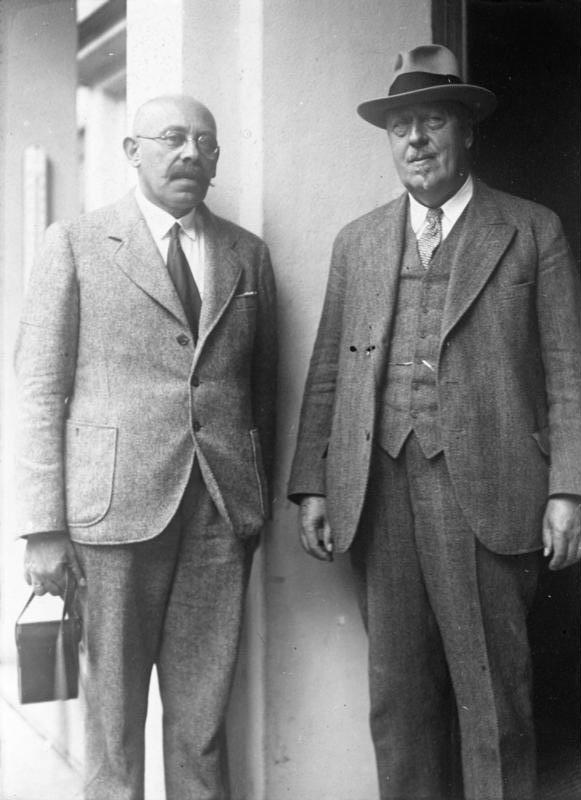
Eckener und Rudolf Lasarewitsch Samoilowitsch (links) in Friedrichshafen (Juli 1931)

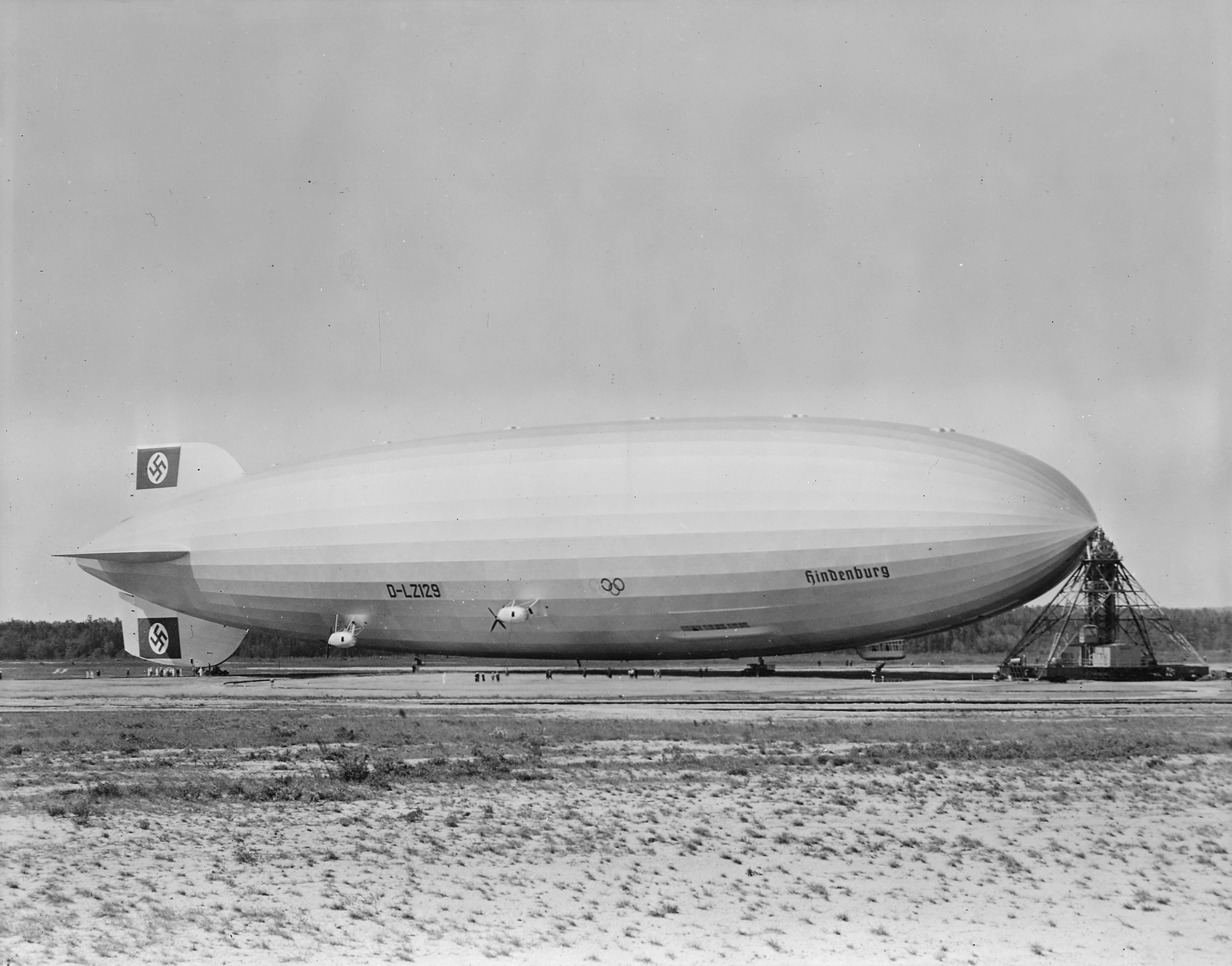
Zeppelin LZ 129 „Hindenburg“ (1936)

Hugo Eckener (* 10. August 1868 in Flensburg; † 14. August 1954 in Friedrichshafen) war der Nachfolger von Ferdinand Graf von Zeppelin. Unter seiner Leitung entstanden unter anderem die Luftschiffe LZ 126/ZR-3 USS Los Angeles, LZ 127 „Graf Zeppelin“, LZ 129 „Hindenburg“ und LZ 130 „Graf Zeppelin“.

## Leben
Hugo Eckener war Sohn des Zigarrenfabrikanten Johann Christoph Eckener (1824–1880) und dessen Frau, der Schustermeistertochter Anna Maria Elisabeth Eckener (geb. Lange, 1832–1893) aus Flensburg. Er besuchte die St.-Marien-Knabenschule und später das Alte Gymnasium, Flensburg. Nach dem Abitur studierte er Psychologie, Philosophie, Geschichte und Volkswirtschaft in München, Berlin sowie Leipzig und wurde 1892 bei Wilhelm Wundt mit der Arbeit Untersuchungen über die Schwankungen der Auffassung minimaler Sinnenreize promoviert.
In jungen Jahren arbeitete er als freier Schriftsteller und Mitarbeiter der nationalliberalen Flensburger Nachrichten. Er war mit der Tochter des Flensburger Druckereibesitzers L. P. H. Maaß, Johanna (1871–1956), verheiratet. Sein jüngerer Bruder war der Maler und Grafiker Alexander Eckener.
Bereits als Korrespondent der Frankfurter Zeitung, für die er ebenfalls arbeitete, soll es 1908 durch einen seiner Zeitungsberichte über ein Zeppelin-Luftschiff zu einem direkten Kontakt mit dem Grafen Zeppelin gekommen sein, aus dem später eine langjährige erfolgreiche Zusammenarbeit hervorging. Seine Kritik über die Zeppelin-Luftschiffe war zunächst negativ. Dem Grafen gelang es jedoch, Eckener von der Richtigkeit seiner Gedankengänge zu überzeugen.

### Zeppelin-Karriere
Ende der 1890er Jahre siedelte Eckener von Flensburg nach Friedrichshafen über. Eckener war Fahrtenleiter und Prokurist der im Jahre 1909 gegründeten Deutschen Luftschiffahrts-Aktiengesellschaft (DELAG). Ab 1912 übernahm er deren Direktion. Er führte schon vor dem Ersten Weltkrieg mehr als 1000 Fahrten mit Luftschiffen erfolgreich durch.
1910 befand sich Eckener an Bord des Zeppelins LZ 7, der neun Tage nach der Jungfernfahrt am 28. Juni nach Motorenausfall im Unwetter am Limberg bei Iburg im Teutoburger Wald abstürzte. Bei dem Unglück kam niemand zu Schaden.
Im Ersten Weltkrieg bildete Eckener viele Marine-Luftschiffer in Nordholz und anderen Orten aus, unter anderen Hans Flemming.
Als nach dem Ende des Ersten Weltkrieges auch das Ende des deutschen Luftschiffbaus gekommen zu sein schien, gelang es Eckener, die USA für das Luftschiff zu interessieren. Es kam ein Vertrag zustande, mit der Verpflichtung, ein Luftschiff für die USA zu bauen. Zum Beweis für die Fahrtüchtigkeit des Schiffes war an diesen Lieferungsvertrag die Bedingung geknüpft, dass der Vertrag erst nach erfolgter Überführung des Zeppelins über den Atlantik als erfüllt betrachtet werden kann.
Am 12. Oktober 1924 startete Eckener in Friedrichshafen am Bodensee mit dem Zeppelin LZ 126 zur Atlantiküberquerung. Das später in ZR-3 USS Los Angeles umbenannte Luftschiff war Teil der deutschen Reparationszahlungen an die USA als Folge des Ersten Weltkriegs. Mit der Landung in Lakehurst am 15. Oktober 1924 gelang Eckener einer der ersten Nonstopflüge über den Atlantik:
Diese Fahrt wurde zu einem Welterfolg, und sie legte den Grundstein für die Wiederbelebung des Luftschiffgedankens. Nur das britische Flugzeug Vickers Vimy und das britische Starrluftschiff R34 hatten das früher leisten können. Die Stadt Flensburg ernannte ihn daraufhin im selben Jahr zum Ehrenbürger.
Nach der erfolgreichen Ablieferungsfahrt mit dem LZ 126 sammelte Eckener mit Vorträgen und Bildern der Fahrt Geld für den Bau von LZ 127. Die Weltfahrt mit dem Graf Zeppelin im Jahr 1929 brachte ihm in der Presse den Beinamen „Magellan der Lüfte“ ein. Sein Sohn Knut arbeitete ebenfalls als Besatzungsmitglied auf den Zeppelinen LZ 127 und LZ 129 und war so mitunter Eckener direkt unterstellt.
Zwischen den Weltkriegen zählte er zu den am höchsten dekorierten Deutschen und war international ein sehr bekannter Mann und das nicht nur in Fachkreisen für Luftschifffahrt. Eckener veröffentlichte verschiedene Bücher und Schriften.
Eckener kann den Ruhm für sich in Anspruch nehmen, den ersten regelmäßigen Luftschiffverkehr über die Ozeane eingerichtet zu haben.
In den 1920er Jahren kam es zu mehreren Begegnungen mit dem Polarforscher Roald Amundsen, um eine gemeinsame Arktisfahrt mit dem Zeppelin zu erörtern. Eckener wurde nach dem Tode Fridtjof Nansens im Jahre 1930 dessen Nachfolger als Präsident der Gesellschaft Aeroarctic. 1931 leitete er die Arktisfahrt des LZ 127 Graf Zeppelin. Um mehr öffentliche Aufmerksamkeit zu erlangen, hatte er mit Hubert Wilkins und dessen Sponsor Lincoln Ellsworth vereinbart, dass das Luftschiff sich am Nordpol mit deren Unterseeboot Nautilus treffen sollte. Als sich die Abfahrt der Nautilus verzögerte, änderte Eckener seine Pläne und traf sich stattdessen am 27. Juli 1931 in der Stillen Bucht (russisch Бухта Тихая, Buchta Tichaja) der Hooker-Insel (Franz-Joseph-Land) mit dem sowjetischen Eisbrecher Malygin.
Im Zuge der Ermittlungen um den Unfall des Britischen Luftschiffs R101 im Jahr 1930 wurde Eckener als Experte herangezogen.
Über Eckeners Haltung zum ab 1930 erstarkenden Nationalsozialismus liegen verschiedene Angaben vor. 1932 noch weigerte er sich, die Zeppelin-Werke einer nationalsozialistischen Propagandaveranstaltung zu öffnen und erklärte sich auf sozialdemokratischen Wunsch bereit, bei der Reichspräsidentenwahl 1932 als Kandidat gegen Adolf Hitler anzutreten, wofür auch die Zentrumspartei eintrat. Eckener zog die Kandidatur jedoch zurück, als Hindenburg sich zur Wiederwahl aufstellen ließ. Eine in seinem Namen 1934 verlesene Radioansprache, die verwendet wurde, um zur Abstimmung für die Vereinigung der politischen Macht in der Person Hitlers aufzurufen, wird hingegen als Beweis für Eckeners Unterstützung des NS-Systems gehandhabt.
Danach beschäftigte er sich weiter mit Bau und Betrieb von zivilen Luftschiffen. Zwischen 1931 und 1937 wurde ein regelmäßiger Transatlantik-Linienverkehr zwischen Frankfurt, den USA und Brasilien mit LZ 127 und ab 1936 auch LZ 129 der diesen Zweck gegründeten Deutschen Zeppelin-Reederei eingerichtet.

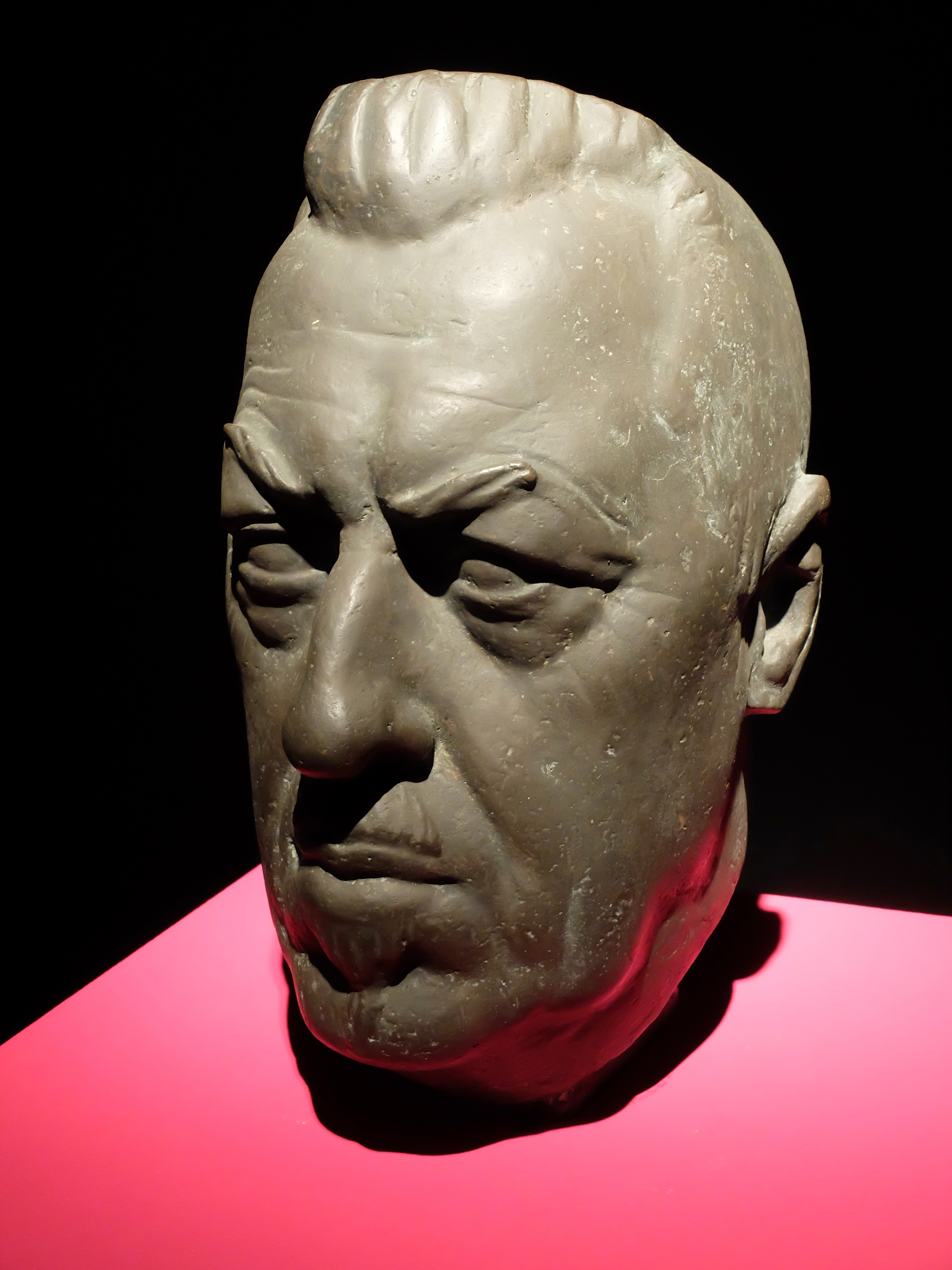
Hugo Eckener, Büste von Karl Ritz

Als Verfechter der Weimarer Demokratie, von Völkerverständigung und Ausgleich wurde Eckener von den Nationalsozialisten von Beginn an kritisch beobachtet. 1933 bestanden Pläne, auch Eckener wie viele Regimegegner in Schutzhaft zu nehmen. Das scheiterte am Widerstand Hindenburgs. Auch später wurde ein Vorgehen gegen Eckener wiederholt erwogen, so 1937, als er sich einer von Joseph Goebbels (1897–1945) angeordneten NS-Propagandafahrt mit dem Zeppelin widersetzte. Wegen seiner hohen Popularität schien eine Inhaftierung Eckeners undenkbar. Der lange Arm des NS-Regimes aber vermochte, Umstrukturierungen im Zeppelin-Konzern zu erzwingen, die den Einfluss Eckeners zurückdrängten, bis die Katastrophe von Lakehurst 1937 den willkommenen Anlass bot, die zivile Luftschifffahrt zu verbieten.

Im Mai 1937 kam es zu einer folgenschweren Explosion des Zeppelins LZ 129 Hindenburg im amerikanischen Lakehurst, bei der 36 Menschen starben. Er gehörte zur sechsköpfigen Expertenkommission, welche das Unglück untersuchen sollte.
Da es ihm nicht gelang, aus den USA das unbrennbare Gas Helium zu erhalten, womit er den leicht entzündlichen Wasserstoff hätte ersetzen können, wurden die Passagierfahrten mit den luxuriösen Zeppelinen eingestellt. Eckener galt nun als Mitverantwortlicher für die Katastrophe.
Eckener hatte sich stets gegen eine militärische Verwendung von Luftschiffen ausgesprochen. Die erste Spionagefahrt des LZ 130 am 22. September 1938 war das letzte Mal, dass Eckener ein Luftschiff lenkte. Er zog sich 1939 bereits vor Beginn des Zweiten Weltkriegs aus der Öffentlichkeit zurück und übernahm die Leitung einer Maschinenbaufirma.

### Nach dem Zweiten Weltkrieg
1945 war Hugo Eckener Mitbegründer des Südkuriers in Konstanz.
Gemäß seinen Angaben im Fragebogen zur Entnazifizierung war er völlig unpolitisch und gehörte weder der NSDAP noch irgendeiner Nebenorganisation an und hatte auch seit 1932 an keinen politischen Wahlen teilgenommen. Dem Umstand, dass er 1939 zum Wehrwirtschaftsführer ernannt wurde, maß er keine Bedeutung bei. Ein Entnazifizierungsverfahren wurde 1949 eingestellt und Eckener vollständig entlastet, nachdem zahlreiche Repräsentanten des öffentlichen Lebens, darunter Reinhold Maier und Theodor Heuss, bezeugt hatten, dass Eckener ein von den Nationalsozialisten Geächteter war. Bereits 1946 hatte der auf ihn angesetzte Ausschuss zur politischen Überprüfung der Wirtschaft festgehalten, dass Eckener nicht als Nationalsozialist einzustufen sei, allerdings durch seine kapitalistische Grundhaltung auch nichts gegen das NS-System unternommen habe.

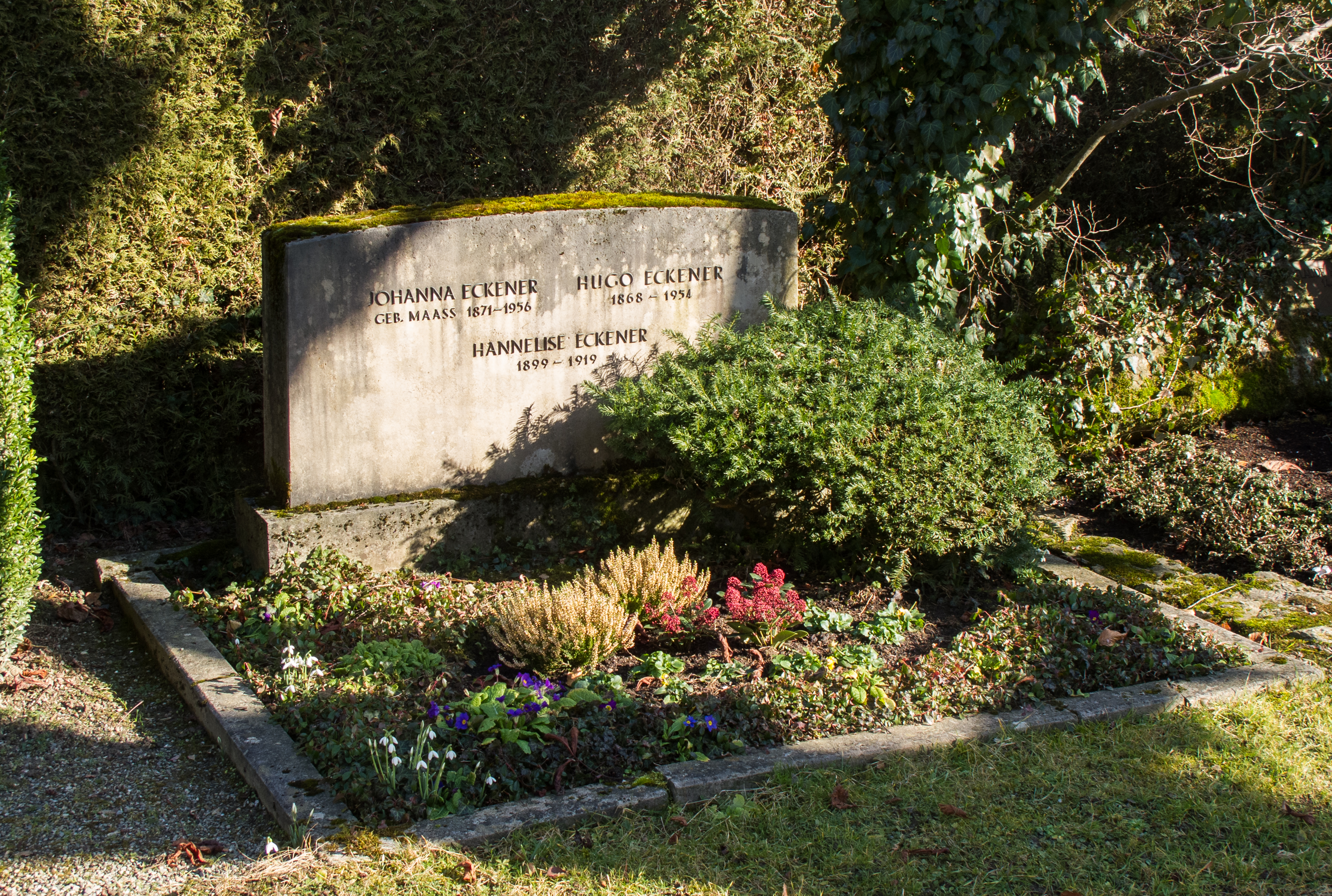
Hauptfriedhof Friedrichshafen, Grab Hugo Eckeners

Im Jahr 1947 hielt sich Eckener sieben Monate in den Vereinigten Staaten auf und wirkte auf Einladung des Direktors Paul W. Litchfield (1875–1959) als Berater für die Goodyear Aircraft Corporation. Mitte der 1940er Jahre war dort die Entscheidung gereift, ein neuartiges Großluftschiff zu konstruieren, welches auch zum Transport von Fracht hätte eingesetzt werden können. Aus Mangel an staatlichen Förderungen kam das Projekt jedoch nicht zustande – ein möglicher Grund, warum Eckener in den 1950er Jahren den in Deutschland um den sogenannten Frankfurter Kreis aufkeimenden Ideen zur Wiederbelebung der deutschen Luftschifffahrt ablehnend gegenüberstand.
Vier Tage nach seinem 86. Geburtstag starb Hugo Eckener am 14. August 1954 und wurde auf dem Hauptfriedhof Friedrichshafen beigesetzt. Seine Frau Johanna, mit der er 59 Jahre verheiratet war, starb im Januar 1956.

## Ehrungen und Auszeichnungen

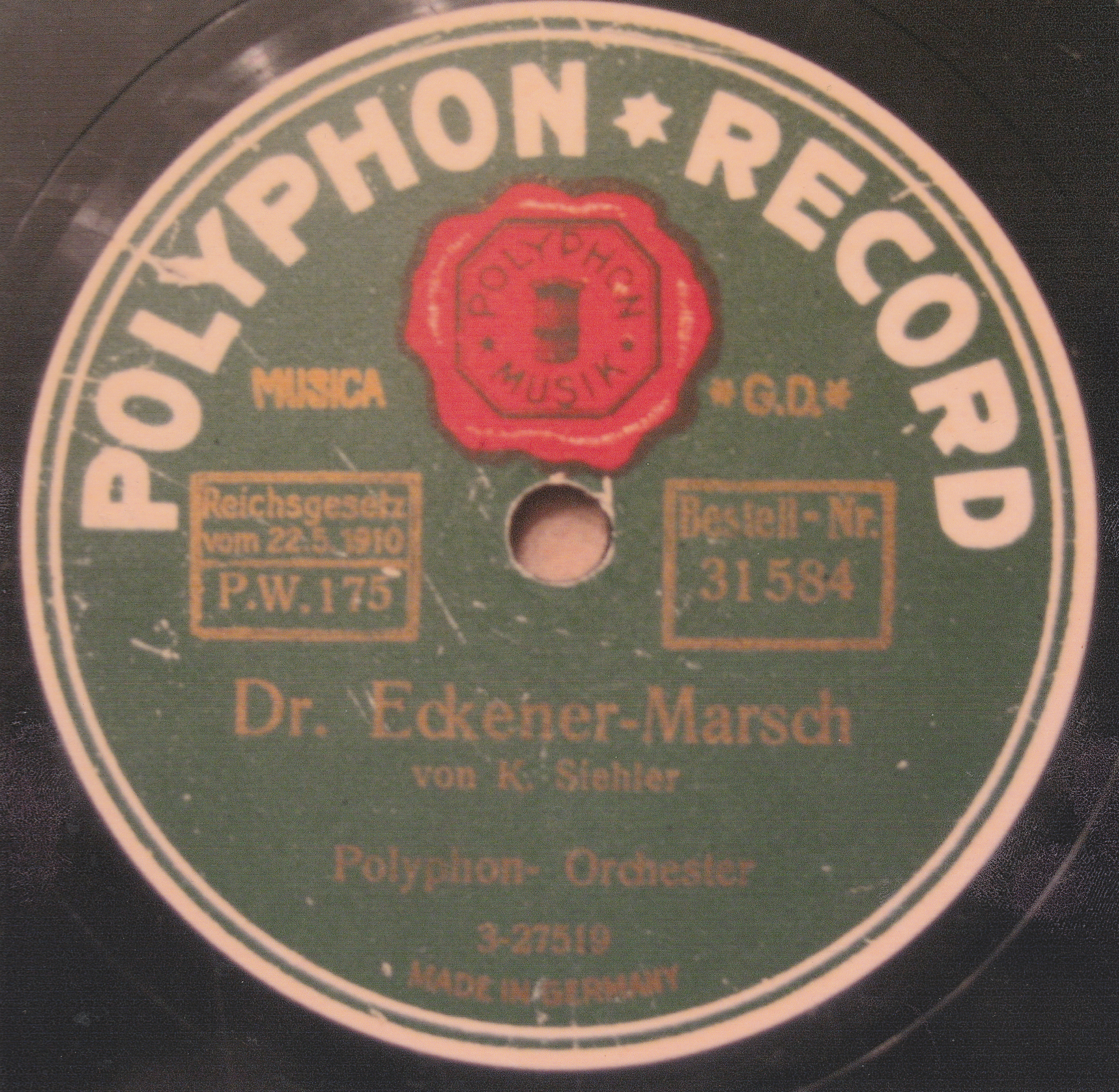
Dr. Eckener-Marsch von Kaspar Siehler um 1928

Eckener war mehrfacher Ehrendoktor, Ehrensenator und Ehrenbürger. 
- Eisernes Kreuz I. Klasse (1917)[9]
- Ehrenbürger von New York (1924) nach Atlantik-Überquerung und Landung in Lakehurst bei New York am 15. Oktober anlässlich der Übergabe des Zeppelin ZR III als Reparationsleistung, zugleich eine Friedensmission und Wiederannäherung zwischen Deutschland und den USA[10]
- Mitglied der Wissenschaftsakademie Leopoldina und Cothenius-Medaille der Leopoldina (1925)
- Ehrendoktorat der technischen Wissenschaften der Technischen Hochschule Graz (1925)[11]
- Ehrensenator der Universität Tübingen (1925)[12]
- Special Gold Medal der National Geographic Society (1930)[13]
- Goldene Luftmedaille der FAI (1931)
- Goldmedaille der Royal Aeronautical Society of Great Britain (1936 verliehen, 1938 auf der Hauptversammlung der Lilienthal-Gesellschaft für Luftfahrtforschung in Berlin übergeben)[14]
- Ehrenmitgliedschaft im Verein für Geschichte des Bodensees und seiner Umgebung (1938)[15]
- Großes Verdienstkreuz der Bundesrepublik Deutschland (1952)
- zu Ehren des Zeppelin-Konstrukteurs Hugo Eckener ist um 1928 von dem Komponisten Theodor Ludwig Karl Krieghoff der Dr. Eckener-Marsch[16][17] fürs Salonorchester/Piano/Streichmusik/Blasmusik veröffentlicht worden.
- zu Ehren Eckeners ist von dem Friedrichshafener Komponisten Kaspar Siehler[8] ebenfalls 1928 ein Dr. Eckener-Marsch[7] veröffentlicht worden.

Nach ihm sind benannt:
- die Eckener-Schule in Flensburg

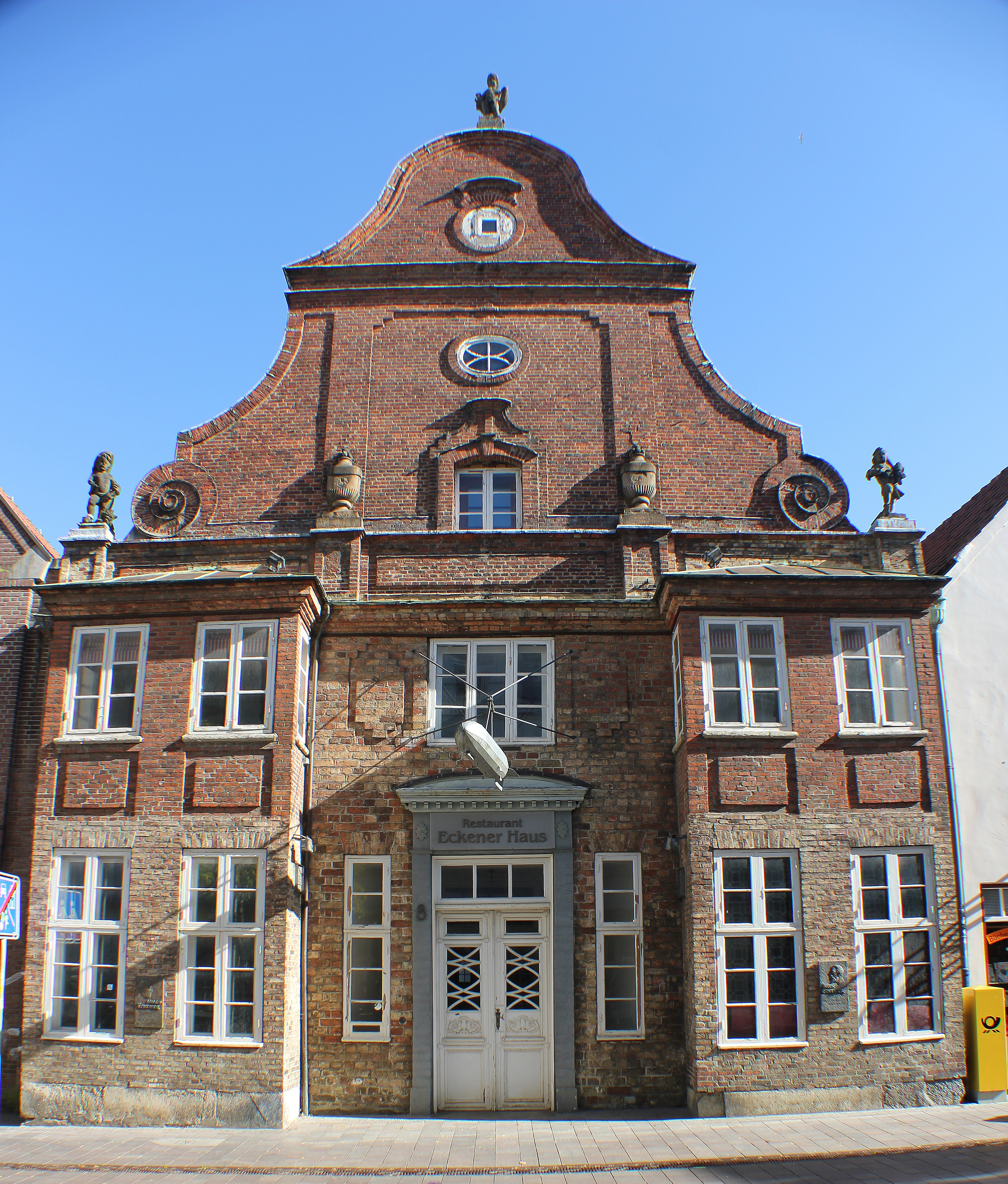
Eckener-Haus in der Norderstraße in Flensburg

- das Eckener-Haus (sein Geburtshaus) in Flensburg
- die Eckenerstraße in Flensburg
- das Eckener-Gymnasium in Berlin-Mariendorf
- die Hugo-Eckener-Schule in Friedrichshafen (Kaufmännische Schule)
- die Eckenerstraße in Friedrichshafen
- die Eckenerstraße in Bautzen
- die Eckenerstraße in Bayreuth
- der Eckenerweg in Berlin-Staaken
- die Eckenerstraße in Braunschweig, im Umfeld des Flughafens Braunschweig-Wolfsburg
- die Eckenerstraße in Bremen-Sebaldsbrück
- die Eckenerstraße in Castrop-Rauxel
- die Eckenerstraße in Düsseldorf
- die Eckenerstraße in Eschborn
- die Eckenerstraße in Esslingen
- die Eckenerstraße in Gaggenau
- die Eckenerstraße in Göppingen-Faurndau
- der Eckenerweg in Göppingen
- die Eckenerstraße in Hamburg-Tonndorf
- die Eckenerstraße in Hamm (bis 1975: Zeppelinstraße)
- die Eckenerstraße in Hannover
- die Eckenerstraße in Haibach im Kreis Aschaffenburg
- die Eckenerstraße in Heidelberg
- die Eckenerstraße in Heilbronn
- die Eckenerstraße in Hildesheim
- die Eckenerstraße in Karlsruhe
- die Eckenerstraße in Königsbrunn
- die Eckenerstraße in Ingolstadt
- der Eckenerweg in Itzehoe

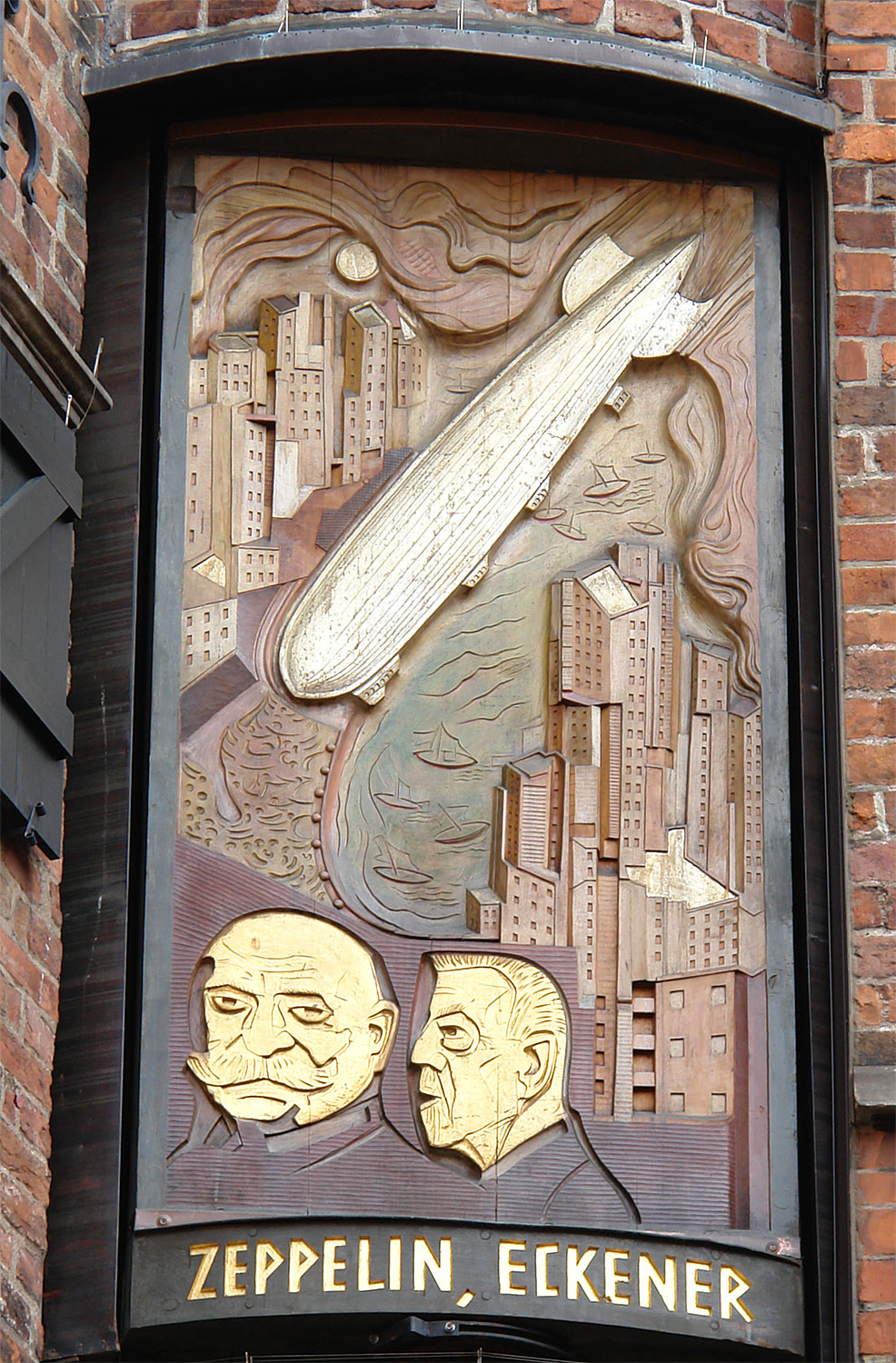
Figurentafel von Bernhard Hoetger am Haus des Glockenspiels in Bremen

- die Eckenerstraße in Landau in der Pfalz
- die Eckenerstraße in Löbau
- die Eckenerstraße in Lübeck
- die Eckenerstraße in Ludwigsburg
- die Eckenerstraße in Markgröningen
- die Eckenerstraße in Meckenbeuren
- die Eckenerstraße in Mering
- die Eckenerstraße in Münster
- die Eckenerstraße in Neu-Ulm
- die Eckenerstraße in Offenburg
- die Eckenerstraße in Ostfildern
- die Eckenerstraße in Reutlingen
- die Eckenerstraße in Rheine
- die Eckenerstraße in Sankt Augustin (Hangelar)
- die Eckenerstraße in Tamm
- die Eckenerstraße in Tübingen
- die Eckenerstraße in Ulm
- die Eckenerstraße in Weimar
- die Eckenerstraße in Villingen-Schwenningen
- die Hugo-Eckener-Allee am Flughafen Berlin Brandenburg BER
- der Hugo-Eckener-Ring am Flughafen Frankfurt Main
- der Hugo-Eckener-Ring in Neuruppin, auf dem ehemaligen Flugplatzgelände
- die Hugo-Eckener-Straße in Augsburg, auf dem Alten Flugplatz, heute Universitätsviertel
- die Hugo-Eckener-Straße in Filderstadt
- die Hugo-Eckener-Straße in Köln
- die Hugo-Eckener-Straße in Leimen (Baden)
- die Hugo-Eckener-Straße in Leinfelden-Echterdingen
- die Hugo-Eckener-Straße in Lahr/Schwarzwald
- die Hugo-Eckener-Straße in Mainz-Gonsenheim
- die Hugo-Eckener-Straße in Mönchengladbach
- die Hugo-Eckener-Straße in Oldenburg
- die Hugo-Eckener-Straße in Stuttgart

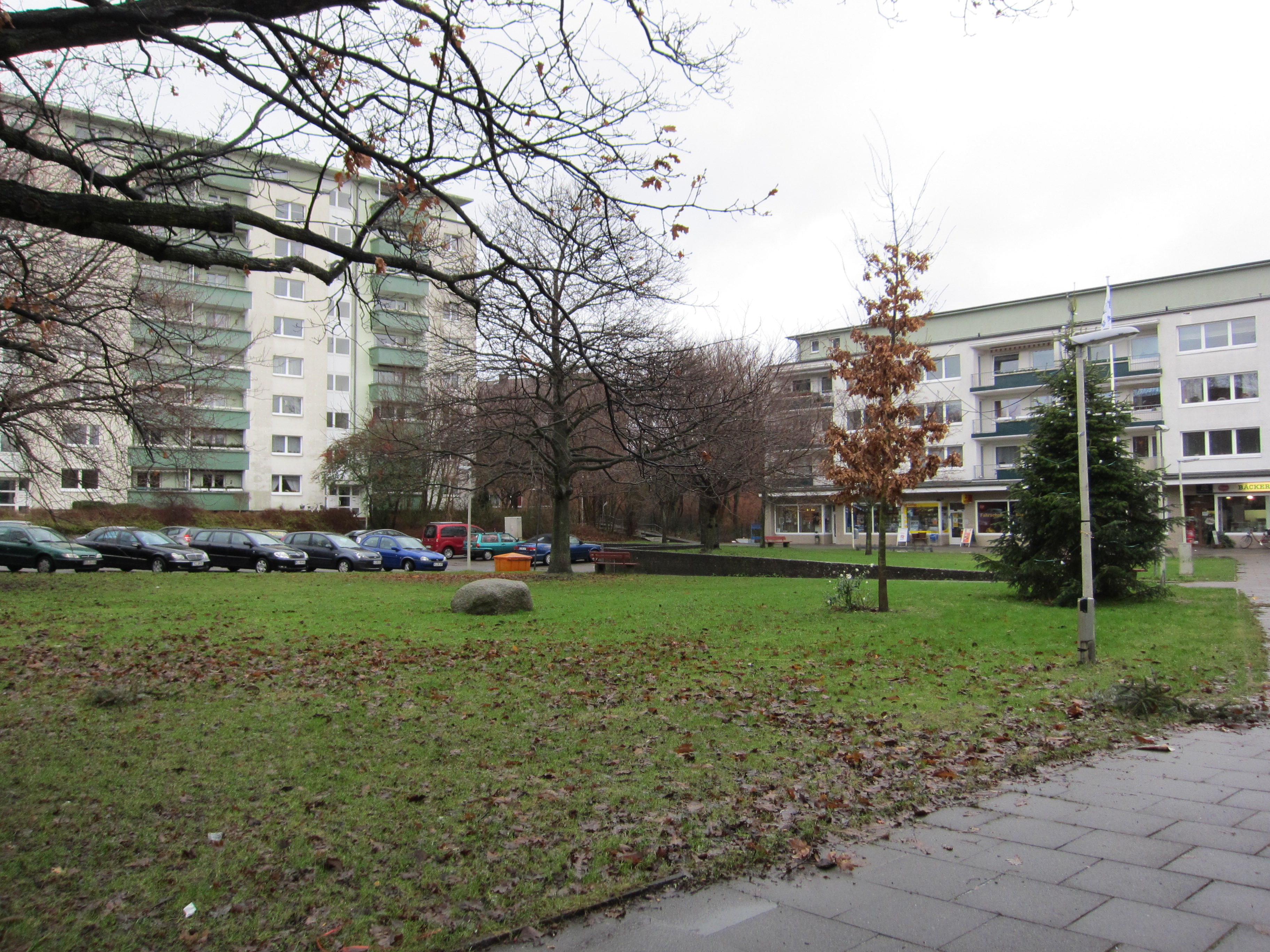
Eckenerplatz in Kiel-Holtenau

- die Dr.-Eckener-Straße in Ahlhorn (Großenkneten)
- die Dr.-Eckener-Straße in Rendsburg

- die Dr.-Eckener-Straße in Borken (Hessen)
- die Dr.-Eckener-Straße in Gera
- die Dr.-Eckener-Straße in Osnabrück
- die Dr.-Eckener-Straße in Saarbrücken
- die Dr.-Eckener-Straße in Zweibrücken
- der Dr.-Hugo-Eckener-Weg in Erfurt
- die Dr.-Eckener-Gasse in Wiener Neustadt
- die Dr.-Eckener-Straße in Graz
- der Dr.-Eckener-Platz in Neu-Isenburg, im Stadtteil Zeppelinheim
- der Eckenerplatz und der Eckenerweg in Kiel-Holtenau
- der Eckenerplatz, ein Fußballplatz in Flensburg
- das Hugo-Eckener-Labor an der Zeppelin Universität in Friedrichshafen
- die Hugo Eckener, ein Hilfsschiff der Volksmarine
- die Hugo Eckener, ein Motorrettungsboot auf dem Bodensee, betrieben von der DLRG Friedrichshafen
- der Eckener Point, eine Landspitze an der Westküste des Grahamlands, Antarktika
- Im Graf-Zeppelin-Haus in Friedrichshafen ist ein Saal nach ihm benannt. Der Hugo-Eckener-Saal ist mit 1082 Sitzplätzen der größte Saal im GZH und kann durch die Erweiterung mit dem Theodor-Kober-Saal sogar knapp 1500 Sitzplätze aufweisen.

## Veröffentlichungen (Auswahl)
- Untersuchungen über die Schwankungen der Auffassung minimaler Sinnesreize. In: Philosophische Studien. Band 8, 1893, S. 343–387.
- Im Zeppelin über Länder und Meere. Christian Wolff, Flensburg 1949.
  - Im Zeppelin über Länder und Meere – Erlebnisse und Erinnerungen. Bearbeitete und aktualisierte Fassung der Originalausgabe von 1949. Morisel, München 2012, ISBN 978-3-943915-01-3.
- Graf Zeppelin. Cotta, Stuttgart 1938. Neuauflage: Phaidon-Verlag, Essen 1996, ISBN 3-88851-171-2.